# 哈恩巴赫
哈恩巴赫是德国巴伐利亚州的一个市镇。总面积67.38平方公里，总人口4976人，其中男性2542人，女性2434人（2011年12月31日），人口密度74人/平方公里。